# Cæcilie Norby

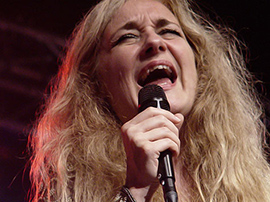
Cæcilie Norby
(zdjęcie: Hreinn Gudlaugsson)

Cæcilie Norby (ur. 9 września 1964 we Frederiksbergu) – duńska piosenkarka jazzowa i rockowa. Urodziła się w wydzielonej dzielnicy Kopenhagi, Frederiksbergu, w rodzinie z tradycjami muzycznymi. Jej ojciec, Erik Norby, był kompozytorem, a matka jest śpiewaczką operową. W 1985 odniosła swój pierwszy komercyjny sukces jako piosenkarka jazzrockowego zespołu Frontline, z którym wydała dwa albumy. W 1995 ukazał się jej pierwszy solowy album jazzowy zatytułowany Cæcilie Norby.
Karierę kontynuowała, występując z zespołem pop-rockowym OneTwo, gdzie śpiewała razem z Niną Forsberg. Zespół zyskał dużą popularnością w Danii i wydał trzy albumy, które łącznie sprzedały się w około 250 000 egzemplarzy w samej Danii. Grupa istniała do 1993.

## Dyskografia

### Solowe albumy studyjne
| 1995                           | Cæcilie Norby                            | –  |
| 1996                           | My Corner of the Sky                     | –  |
| 1999                           | Queen of Bad Excuses                     | –  |
| 2002                           | First Conversation                       | 2  |
| 2005                           | Slow Fruit                               | 20 |
| 2010                           | Arabesque                                | 23 |
| 2013                           | Silent Ways                              | 27 |
| 2015                           | Just The Two Of Us feat. Lars Danielsson | –  |
| „–” pozycja nie była notowana. |                                          |    |

### Solowe albumy nagrane na żywo
| Rok  | Album        | Pozycja na liście |
| Rok  | Album        | DEN               |
| ---- | ------------ | ----------------- |
| 2004 | London/Paris | 11                |

### Kompilacje
| 2007                           | I Had a Ball – Greatest & More | – |
| „–” pozycja nie była notowana. |                                |   |

## Nagrody
- 1986: Prestigious Ben Webster Prize[2]
- 1996: Best Recording Album in Japan[2]
- 1997: Simon Spies Soloist Prize[2]
- 2000: Wilhelm Hansen Music Prize[2]
- 2010: IFPI Honorary Award[2]